# 烏爾科斯
13°41′10″S 71°37′22″W / 13.68611°S 71.62278°W

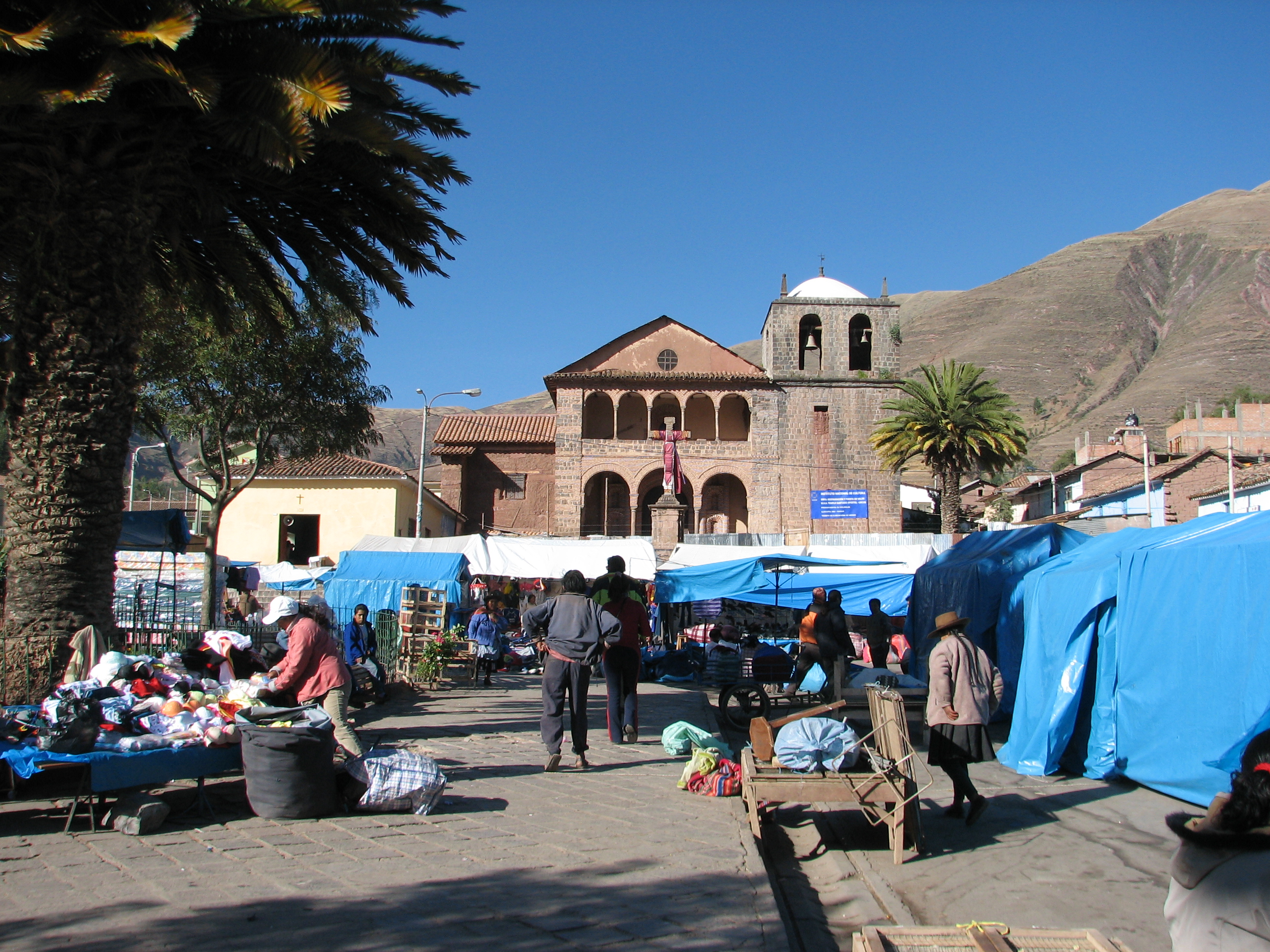

烏爾科斯（西班牙語：Urcos），是秘魯的城鎮，位於該國南部庫斯科大區，是基斯皮坎奇省的首府，海拔高度3,150米，2005年人口5,713，居民主要使用奇楚瓦語和西班牙語。